# وحید رجبلو
وحید رجبلو (متولد ۱۳۶۶ در کرج)، کارآفرین ایرانی و بنیانگذار استارتاپ توانیتو است. او تنها ۲ درصد از بدنش توانایی حرکت دارد.

## زندگی شخصی
وی سومین فرزند خانواده و متولد سال ۱۳۶۶ و ساکن کرج است. او با بیماری به نام اِس‌اِم‌اِی به دنیا آمده‌است. در ابتدا این بیماری برای پزشکان ناشناخته بوده و از تشخیص درست این بیماری عاجز بوده‌اند. این بیماری که هر چه بیشتر رشد کند عضلات را بیشتر تحلیل می‌برد، تمام تن وحید را دربرگرفته است. پزشکان از همان اوایل تشخیص‌های اشتباهی در مورد این بیماری داشته‌اند. به همین دلیل چندین عمل ستون فقرات و لگن برای وحید تجویز می‌کنند که بعدها مشخص می‌شود هیچ‌کدام لازم نبوده و اگر این جراحی‌ها انجام نمی‌شد، بدن او وضعیت به‌مراتب بهتری داشت. در دوران دانش آموزی‌اش مدرسه‌ها او را به دلیل بیماری‌اش قبول نمی‌کردند و او مجبور به ترک تحصیل شد.

## فعالیت حرفه‌ای
وحید رجبلو در سال ۱۳۹۶ پلتفرم آنلاین توانیتو را به عنوان پل ارتباطی میان توان‌جویان و خدمات‌رسانان تأسیس کرد. با این کار ۱۷ شغل مستقیم و حدود یک هزار شغل غیر مستقیم ایجاد شد. توانیتو حدود یک هزار خدمات‌دهنده فعال دارد که در حوزه‌های سلامت، پزشکی، توانبخشی، آموزش و خدمات عمومی به شهروندان ایرانی و از طریق این پلتفرم سرویس‌دهی می‌کنند. رجبلو توانسته‌است فرصتی پدیدآورد که بیش از ۱۴ هزار شهروند دارای معلولیت و بدون معلولیت از خدمات آنلاین توانیتو استفاده کنند.

## افتخارات
در سال ۱۳۹۹ توسط کمیته غیرانتفاعی بین‌المللی جوانان جهان به‌عنوان یکی از ۱۰ چهره اثرگذار در دنیا شناخته شده‌است. این برای اولین بار است که یک ایرانی در جمع جوانان اثرگذار جهان قرار می‌گیرد.
وحید رجبلو با انتشار پستی در صفحه اینستاگرام در ۱۵ خرداد ۱۴۰۲ مهاجرت خود را به آمریکا اعلام کرد.
دیگه نمی‌تونن آسیبی بهم برسونند و دیگه بهم نمی‌تونند بگن چطور فعالیت کن چطور زندگی کن، آسه برو آسه بیا که ما شاخت نزنیم.